# Лин Грир
Лин Грир (енгл. Lynn Terence Greer Jr.; Филаделфија, Пенсилванија, 23. октобар 1979) је бивши амерички кошаркаш. Играо је на позицијама плејмејкера и бека.

## Успеси

### Клупски
- Фенербахче Улкер:
  - Првенство Турске (1): 2009/10.
  - Куп Турске (1): 2010.
- Шлонск Вроцлав:
  - Куп Пољске (1): 2004.
- Наполи:
  - Куп Италије (1): 2006.

### Репрезентативни
- Универзијада:  2001.

### Појединачни
- Најбољи стрелац Евролиге (1): 2003/04.
- Идеални тим Евролиге - друга постава (1): 2003/04.
- Најкориснији играч кола Евролиге (5): 2003/04. (3), 2007/08. (2)
- Најкориснији играч Првенства Италије (1): 2005/06.
- Учесник Ол-стар утакмице Првенства Пољске (1): 2004.
- Учесник Ол-стар утакмице Првенства Грчке (2): 2008, 2009.